# Rosazza
Rosazza es una localidad y comune (municipalidad) italiana de la provincia de Biella, región del Piamonte. 
Está ubicada en el extremo norte de la península itálica, a solo unos 15 km de la frontera más cercana con Suiza. En relación con su ubicación con las ciudades más grandes del norte de Italia, Rosazza está localizada a unos 71 km (43 millas) al norte de Turín (ligeramente al noreste), a unos 15 km (9 millas) al noroeste de Biella, capital de la provincia del mismo nombre (a 16.5 km por carretera), y a una distancia en línea recta de 97 km hacia el noroeste de Milán.{{CR}}
Su población ha tenido un decrecimiento enorme, puesto que en el año 1901, Rosazza tenía una población de 1036 habitantes, mientras que ya para el 2004, esta población había decrecido a 89 habitantes. El área de este municipio es de 8,70 km (3,40 millas cuadradas).{{CR}}
Rosazza limita con los siguientes municipios: Andorno Micca, Campiglia Cervo, Piedicavallo, Sagliano Micca. Es uno de los I Borghi più belli d'Italia ("Los pueblos más bellos de Italia"). {{CR}}

## Evolución demográfica
| Gráfica de evolución demográfica de Rosazza entre 1861 y 2001 |
|                                                               |
| Fuente ISTAT - elaboración gráfica de Wikipedia               |